# Brenthis clara
Brenthis clara är en fjärilsart som beskrevs av Otto Staudinger 1892. Brenthis clara ingår i släktet Brenthis och familjen praktfjärilar. Inga underarter finns listade i Catalogue of Life.